# ヴィルナ・リージ
ヴィルナ・リージ （Virna Lisi, 1936年11月8日 - 2014年12月18日）はイタリアの女優。他にビルナ・リージの表記もある。

## 来歴
1953年から映画に出演し始める。イタリア映画やフランス映画で活躍していたが、ハリウッドにも進出し、ジャック・レモン共演の『女房の殺し方教えます』やフランク・シナトラ共演の『クィーン・メリー号襲撃』やジョージ・C・スコット共演の『おれの女に手を出すな』などの映画に出演。晩年までイタリアのテレビ等で活躍した。
1966年4月に開催された第38回米国アカデミー賞授賞式で、ジェームズ・コバーンと一緒にプレゼンターを務めた。
『王妃マルゴ』で第47回カンヌ国際映画祭の女優賞を受賞。
2014年12月18日、ローマの自宅で死去。78歳没。

## 主な出演作品
- 逆襲!大平原 Romolo e Remo (1961)
- エヴァの匂い Eva (1962)
- 黒いチューリップ La tulipe noire (1964)
- カサノヴァ'70 Casanova '70 (1965)
- 女房の殺し方教えます How to Murder Your Wife (1965)
- 蜜がいっぱい Signore & signori (1966)
- おれの女に手を出すな Not with My Wife, You Don't! (1966)
- クィーン・メリー号襲撃 Assault on a Queen (1966)
- 25時 Le Vingt-cinquième heure (1967)
- 女と将軍 La Ragazza e il generale (1967)
- 火曜日ならベルギーよ If It's Tuesday, This Must Be Belgium (1969)
- サンタ・ビットリアの秘密 The Secret of Santa Vittoria (1969)
- 雨のエトランゼ Un Beau Monstre (1970)
- 狼の賭け Le Temps des loups (1970)
- 青ひげ Bluebeard (1972)
- エスピオナージ Le Serpent (1973)
- 美しき少年/エルネスト Ernesto (1979)
- スキャンドール La cicala (1980)
- 王妃マルゴ La Reine Margot (1994)
- 心のおもむくままに Va' dove ti porta il cuore (1996)